# Bolla di sapone

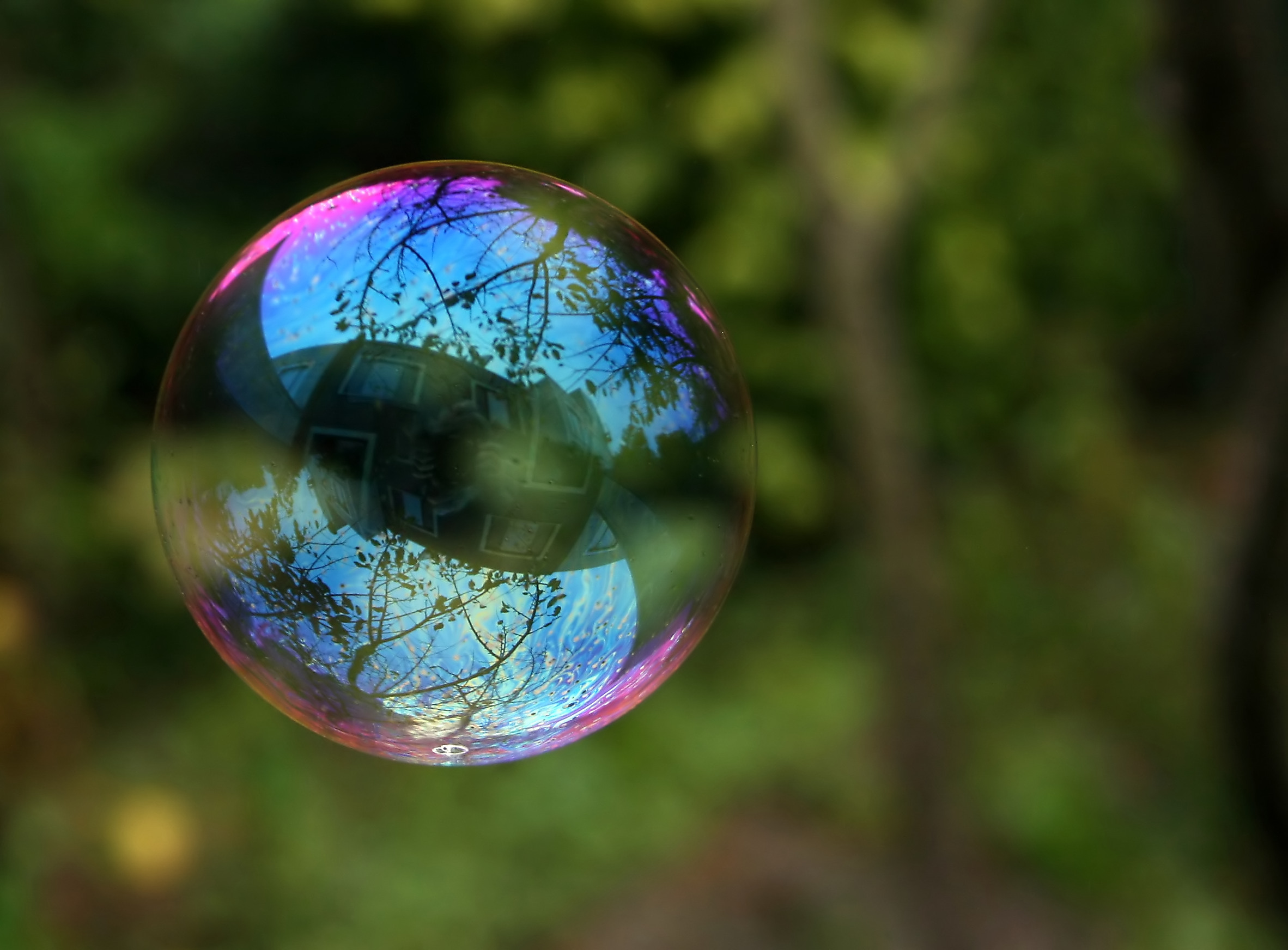
Una bolla di sapone

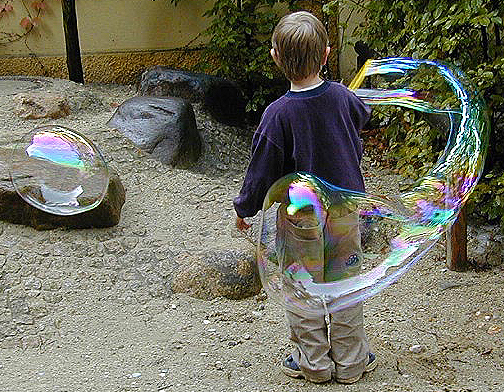
Una bambina con una bolla di sapone gigante

Una bolla di sapone è un fine strato di acqua e sapone che forma una sfera dalla superficie iridescente. Le bolle di sapone spesso rimangono in formazione sferica solo per pochi secondi poi, o scoppiano da sé o dopo il contatto con altri oggetti in grado di assorbire il liquido che le circonda. In genere le si usa come passatempo per i bambini, ma il loro sfruttamento in esibizioni artistiche professionali dimostra la loro capacità di affascinare anche gli adulti. Le bolle di sapone possono aiutarci inoltre a risolvere complessi problemi matematici riguardanti lo spazio poiché rappresentano sempre la più piccola area di superficie tesa tra due punti o due confini e, soprattutto, il concetto di "sfera perfetta".

## Tensione superficiale e forma
Una bolla può esistere perché lo strato superficiale di un liquido (molto spesso acqua) ha una certa tensione superficiale: questo lo fa comportare in maniera simile ad un foglio elastico. In ogni caso, una bolla fatta da un liquido puro da solo non è stabile ed è necessario sciogliervi un surfattante come il sapone per stabilizzarla. Un concetto comune ma errato è che il sapone aumenti la tensione superficiale dell'acqua: è vero il contrario, cioè il sapone riduce la tensione superficiale dell'acqua in superficie approssimativamente a 1/3. Il sapone non rinforza le bolle, ma le stabilizza grazie ad un fenomeno conosciuto come effetto Marangoni. Quando il film superficiale della bolla si va allungando e assottigliando (ad esempio quando una bolla si gonfia), la concentrazione di sapone nel film diminuisce, il che causa un aumento della tensione superficiale. Così il sapone va a rinforzare le parti più deboli della bolla e tende a non farla ingrandire ulteriormente. Il sapone inoltre riduce l'evaporazione permettendo alla bolla di durare più a lungo, sebbene questo effetto sia relativamente scarso.

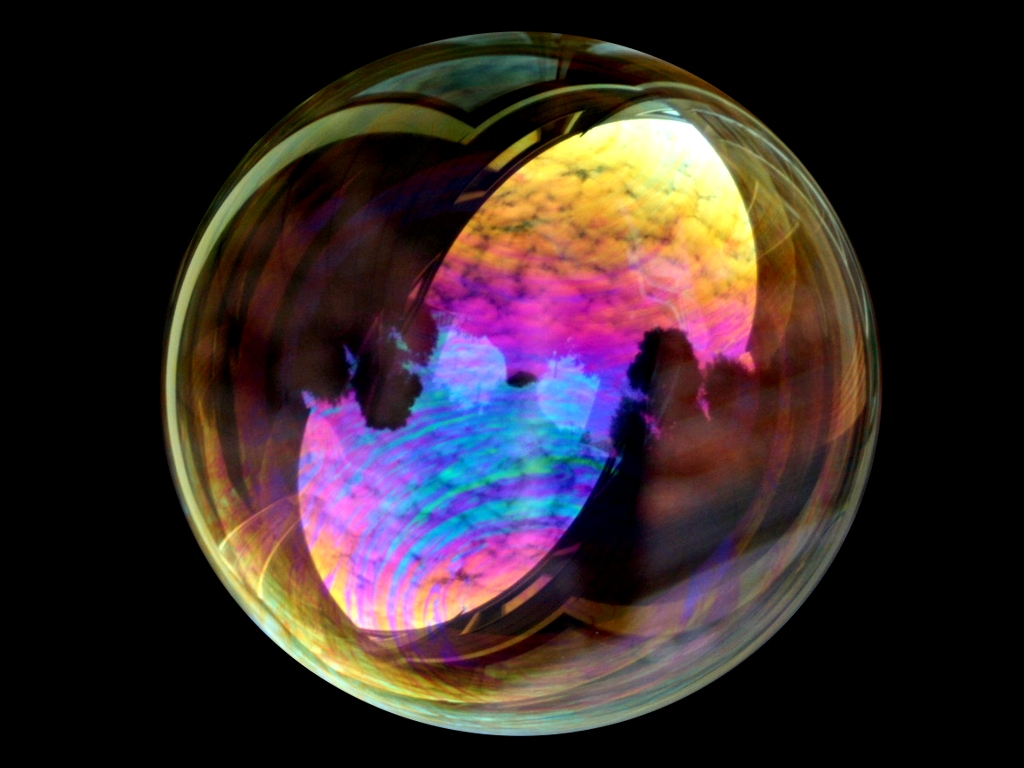
Riflesso di una nuvola in una bolla di sapone

La forma sferica è anch'essa dovuta alla tensione superficiale. La tensione superficiale porta alla formazione di una sfera perché questa possiede la minima superficie per un dato volume. La forma può essere visibilmente distorta da correnti d'aria e quindi anche dal gonfiaggio. Tuttavia se una bolla viene lasciata libera nell'aria in quiete la sua forma rimane più o meno sferica come ad esempio le gocce di pioggia raffigurate nei dipinti. Quando un corpo viene lasciato cadere in un fluido esso ad un certo punto acquista una velocità definitiva, quando ciò avviene la forza trascinante (ad esempio la forza di gravità di un oggetto lasciato cadere in aria da una certa altezza) che agisce su di esso è uguale al suo peso. Poiché il peso di una bolla è di gran lunga minore, considerate le dimensioni, rispetto a quello di una goccia di pioggia, la deformazione subita da questa sarà minore (la tensione superficiale che si oppone alla distorsione è simile nei casi esemplificati: il sapone riduce la tensione superficiale dell'acqua a più o meno 1/3 ma dobbiamo considerare che la bolla ha una superficie interna ed una esterna ragion per cui la tensione superficiale ridotta dal sapone va comunque raddoppiata). Superfici ancora più sottili che si producono anche per evaporazione dell'acqua assorbono il giallo riflettendo il blu e più tardi (superficie ancora più sottile) assorbono il verde riflettendo il magenta e assorbono il blu riflettendo il giallo oro. Alla fine il film diventa talmente piccolo da non riflettere più luce.

## Congelamento

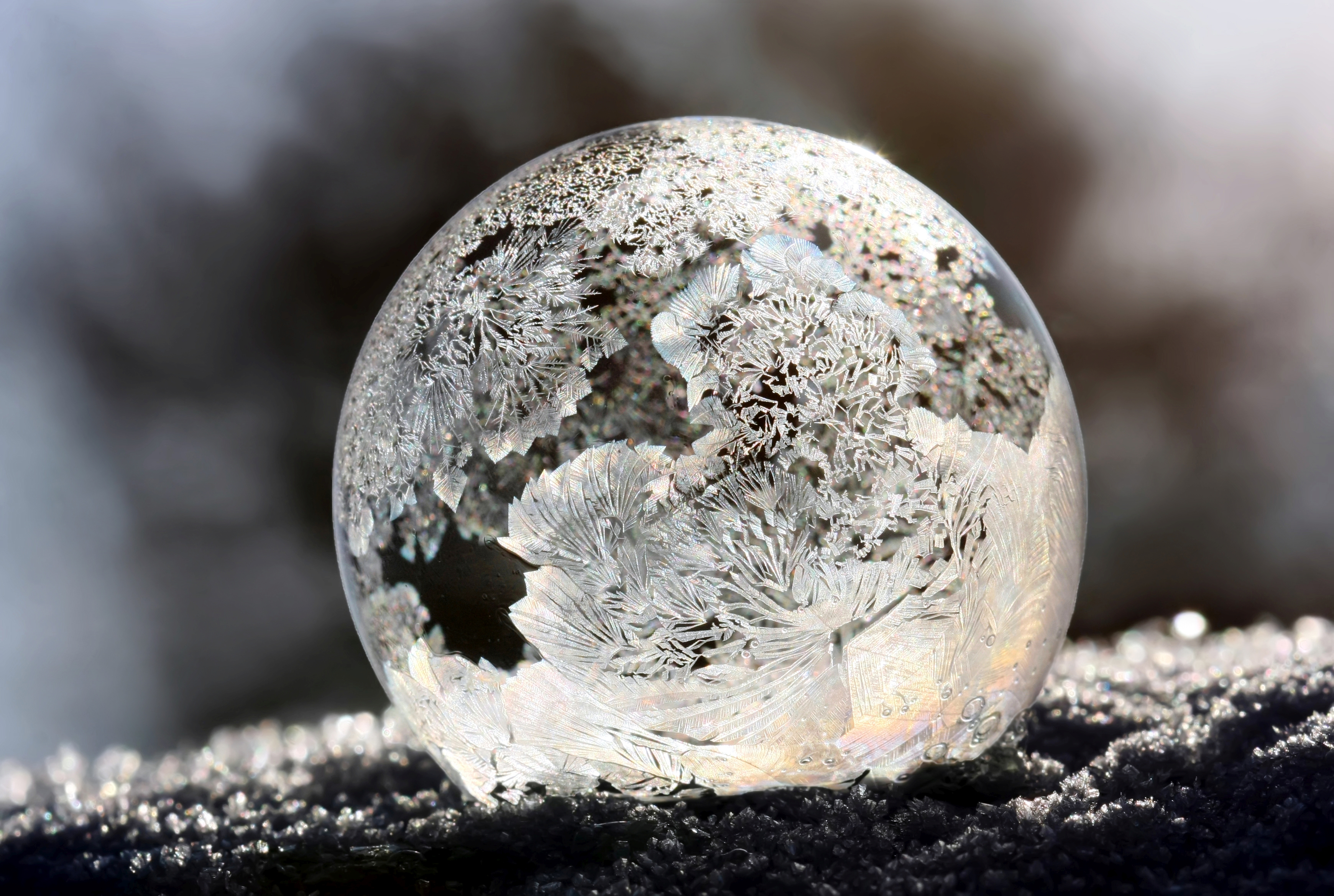
Bolla di sapone congelata

Le bolle di sapone prodotte in aria con temperatura sotto i -15 °C (5 °F) congeleranno appena toccheranno una superficie. L'aria che si trova all'interno gradualmente diffonderà fuori, facendo collassare la bolla sotto il suo stesso peso. Ad una temperatura sotto i -25 °C (-13 °F), le bolle congeleranno in aria e potranno infrangersi toccando terra. Quando ad una temperatura così bassa le bolle vengono gonfiate con aria calda dapprima congelano in forma perfettamente sferica ma quando l'aria al loro interno si raffredda diminuendo così di volume subiranno un parziale collasso. Una bolla gonfiata con successo a questa bassa temperatura sarà sempre piuttosto piccola: congelerà rapidamente e scoppierà se la si continua a gonfiare.

## Fusione

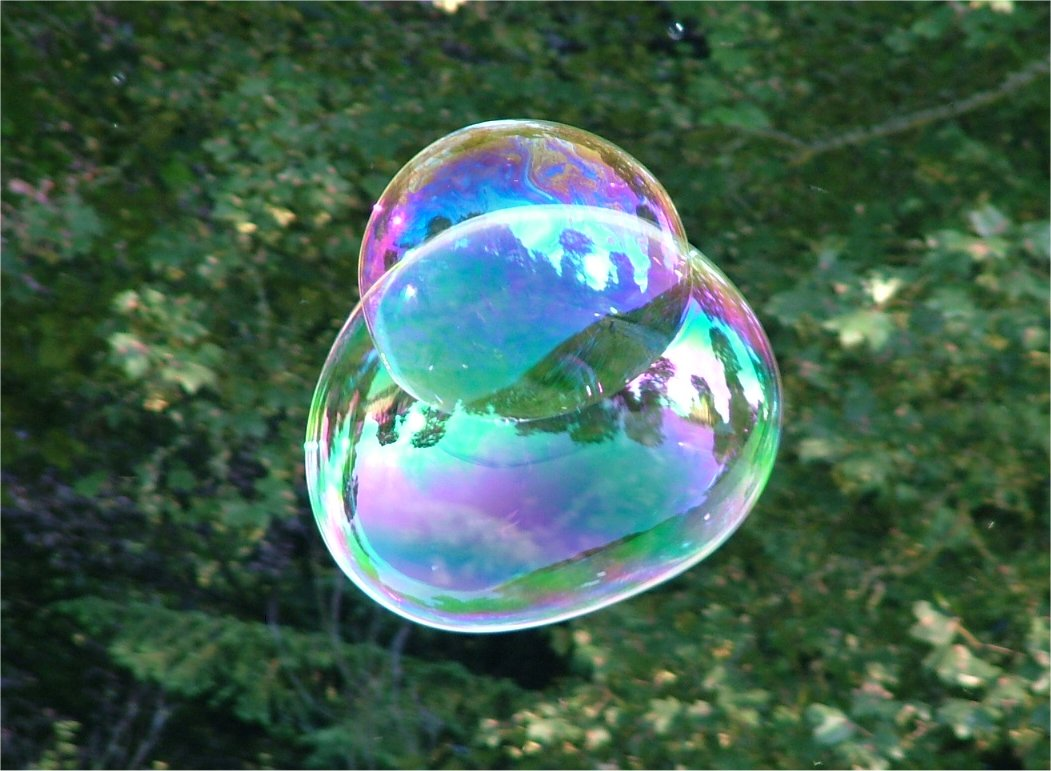
Bolle di sapone fuse

Quando due bolle si fondono, valgono i soliti principi, e la bolla risultante assumerà la forma con la minima superficie possibile. La loro superficie comune risulterà in una protuberanza sulla seconda bolla perché le bolle più piccole hanno una pressione interna maggiore (tale trasformazione è nota come maturazione di Oswald ed è causata dalle differenze di pressione tra due bolle di raggio diverso proprio come previsto dall'equazione di Young-Laplace). Se le bolle hanno la stessa dimensione la superficie comune a entrambe sarà piatta. Ad un certo punto quando tre o più bolle si incontrano esse formano una parete comune lungo una sola linea (spezzata o no). Poiché la tensione superficiale è la stessa in tutte e tre le superfici, i tre angoli che esse formano tra di loro devono essere di 120º. Questo è l'evento più logico in quanto tale disposizione permette di distribuire al meglio le tensioni tra le bolle, è per questo stesso motivo che le cellule di un organismo vivente assumono anche loro questa distribuzione che gli dà nel complesso la forma di un esagono.

## Interferenza e riflessione
I colori iridescenti della bolla di sapone sono causati dall'interazione con la luce solare dovuta in particolare alla sottigliezza del film.

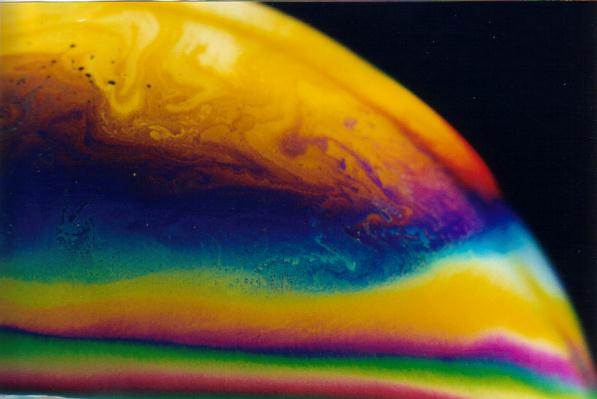
Iridescenza della superficie della bolla

Quando la luce colpisce il film, alcuni raggi sono riflessi dalla superficie esterna di questo, mentre altri penetrano all'interno e vengono riflessi solo dopo aver subito una deviazione. La riflessione che si osserva è generata dall'insieme di queste riflessioni e dalla loro interferenza. Ogni attraversamento del film da parte di un'onda di luce le fa subire uno spostamento di fase proporzionale allo spessore del film e alla frequenza del raggio di luce, e dipendente dall'angolo di osservazione. L'interferenza può essere costruttiva per alcune lunghezze d'onda e distruttiva per altre, dipendentemente dallo spessore del film. Un viraggio del colore visibile sulla superficie può essere osservato quando il film della bolla si assottiglia a causa di fenomeni locali come l'evaporazione.
Ciò significa che una bolla di sapone che flotta nell'atmosfera, poiché l'acqua presente lungo la sua superficie evapora col tempo, riflette e assorbe lunghezze d'onda diverse in diversi momenti. I film più sottili assorbono la luce rossa (maggiore lunghezza d'onda) e riflettono blu-verde (bassa lunghezza d'onda). Film ancora più piccoli assorbono il giallo e riflettono il blu e altri ancora più piccoli assorbono il verde e riflettono magenta e assorbono il blu riflettendo giallo oro. Alla fine quando il film diventa talmente sottile da essere paragonabile alla lunghezza d'onda del raggio incidente non vi è alcune riflessione sicché la bolla non presenta colorazione. A questo stadio la superficie della bolla è spessa circa 25 nm ed è sul punto di scoppiare. In realtà lo spessore del film varia continuamente perché la gravità sposta il liquido verso il basso. Ecco perché le bande di colore sono spesso osservabili sulla parte bassa della bolla.
Siccome l'interferenza dipende dall'angolo di osservazione, anche se la superficie della bolla presenta uno spessore uniforme, si possono osservare variazioni di colore dovute al raggio di curvatura o ad eventuali movimenti.

## Nella cultura di massa
Bolle di sapone è il titolo di una canzone di Vasco Rossi e anche dello Zecchino d'Oro 1991.